# Spending My Time
Spending my time, es una canción escrita por Per Gessle. Fue el cuarto sencillo del álbum Joyride, tercera placa discográfica del dúo sueco Roxette, que apareció posterior al disco Look Sharp!. La canción fue publicada como sencillo el 26 de septiembre de 1991. 
Durante la grabación en 1990, Per Gessle y Marie Fredriksson pensaban que la canción sería el mayor éxito de su carrera hasta ese momento, pero justo en su fecha de lanzamiento, cambios en la directiva de su casa discográfica (EMI) produjeron recortes en la promoción de la popular balada.
Para sorpresa del dúo y de los mismos ejecutivos de EMI, la canción logró entrar a los Top 10 en Canadá y Alemania, a los top 20 en Japón, al Top 30 en el Reino Unido y al top 40 en Estados Unidos.
En Sudamérica la canción se posicionó al mismo nivel de difusión de Joyride o It Must Have Been Love, y para muchos críticos, es tal vez la canción que más éxito radial tuvo en Sudamérica en la época dorada de Roxette. De otro modo no se explica que en 1996, cuando el dúo lanzó el álbum Baladas En Español, el primer single fuera la versión en español de esta canción, bajo el nombre de «Un día sin ti». 
A fines de 1991, esta canción llegó al puesto número 1 de la mayoría de los países de habla hispana. En 1996, su versión en español fue reportada como Top 3 en el continente. 
El tema jamás ha quedado fuera del repertorio de Roxette durante sus giras. Durante la gira Join The Joyride 91-92, la canción fue ejecutada siguiendo la línea casi exacta de su versión de estudio. Durante la gira Crash! Boom! Bang! World Tour 94-95, Marie la interpretaba sola en el escenario, mientras tocaba el piano, repitiendo esta versión en Room Service Tour 2001.
Una notable presentación de esta canción fue la realizada durante el MTV Unplugged que Roxette realizó en 1993.

## Un día sin ti (Versión en español)
- En 1996 Roxette lanza su álbum Baladas en español, en el cual el dúo incluye las versiones en español de sus mayores éxitos en inglés; la versión de este tema es titulado Un día sin ti; fue lanzado como primer sencillo de dicho álbum alcanzando gran éxito en Hispanoamérica; el tema es hoy día considerado como un clásico de las baladas románticas en español junto a No sé si es amor (versión en español de It must have been love) y Habla el corazón (Versión en español de: Listen to Your Heart), otros dos temas de Roxette desprendidos del mismo álbum.

Hay que recalcar que la versión en español no es exactamente una traducción del tema original en inglés, ya que la letra varía en varios párrafos. Sin embargo, mantiene el mismo sentido y mensaje a la original.

## Charts
| Chart (1992)            | Peak position |
| ----------------------- | ------------- |
| Argentina               | 1             |
| Chile                   | 1             |
| Ecuador                 | 1             |
| MTV Europe              | 2             |
| German Singles Chart    | 9             |
| Swedish Singles Chart   | 10            |
| Australia singles Chart | 16            |
| Austrian Singles Chart  | 16            |
| Swiss Singles Chart     | 17            |
| US-AC Singles Chart     | 20            |
| UK Singles Chart        | 22            |
| US Billboard Hot 100    | 32            |